# Liste de personnalités liées à Poitiers
Cet article liste des personnalités liées à Poitiers. Voir aussi les maires de Poitiers.

## Philosophes, humanistes
- Jean Bouchet, né à Poitiers en 1476, son œuvre est assimilée à celle des Grands rhétoriqueurs.
- François Rabelais, y habita et fit de son Pantagruel le plus célèbre étudiant de Poitiers.
- Joachim du Bellay, étudia à l'université de Poitiers, y rencontra Jacques Peletier du Mans et Ronsard.
- Pierre de Ronsard, étudia à l'université de Poitiers.
- René Descartes, philosophe, étudia le droit civil et canonique à l'université de Poitiers.
- Emmanuel Levinas, philosophe, fut professeur de philosophie à l'université de Poitiers au début des années 1960.
- Michel Foucault, né à Poitiers en 1926, mort en 1984, philosophe.

## Religieux
- Sainte Agnès, première abbesse de l’abbaye Sainte-Croix de Poitiers.
- Saint Hilaire, premier évêque de Poitiers (consulter la Liste des évêques de Poitiers).
- Saint Léger d'Autun (VIIe siècle).
- Saint Martin, disciple d'Hilaire, il fonda le premier monastère d’Occident à Ligugé en périphérie de Poitiers.
- Sainte Radegonde, fonda le premier monastère de femmes en Occident, l'abbaye Sainte-Croix.
- Saint Venance Fortunat, poète et évêque de Poitiers au VIe siècle.
- Saint Emmeran de Ratisbonne, né à Poitiers, mort vers 652, évêque chrétien et un martyr qui a donné son nom à l'abbaye Saint-Emmeran.
- Marie-Louise Trichet (1684-1759), religieuse, fondatrice des Filles de la Sagesse ; béatifiée en 1993 par Jean-Paul II.
- Monseigneur Prosper Philippe Augouard archevêque de Sinitie.
- Joseph Rozier, évêque de Poitiers de 1975 à 1994.
- François Favreau, évêque émérite de Nanterre, mort à Poitiers.

## Nobles
- Jean Sans Terre, comte du Poitou.
- Richard Ier d'Angleterre, dit Richard Cœur de Lion, roi d'Angleterre et duc d'Aquitaine.
- Les Ramnulfides, comtes de Poitiers et ducs d’Aquitaine, dont notamment :
  - Guillaume IX d'Aquitaine, dit Le Troubadour, comte de Poitiers ;
  - Aliénor d'Aquitaine, reine de France puis reine d'Angleterre.
- Philippe V de France, comte de Poitiers, roi de France de 1317 à 1322.

## Personnalités politiques
- Louis-Marie Auvray, né le 12 octobre 1762 à Poitiers, mort le 11 novembre 1833 au château de Taillé, à Fondettes (Indre-et-Loire), général et administrateur de la Restauration, préfet sous le Premier Empire.
- Abel Bonnard, né à Poitiers en 1883, romancier, essayiste et homme politique.
- Thierry Breton, homme politique, chef du projet du Futuroscope avec René Monory, conseiller régional de Poitou-Charentes, ministre.
- Alain Claeys maire de Poitiers de 2008 à 2020, député, conseiller général et régional.
- Marie-Félix Faulcon de La Parisière (1758-1843), juriste, homme de lettres, historien et homme politique.
- Marie-France Garaud, née en 1934 à Poitiers, avocate, femme politique, députée européenne.
- Pierre-Marie Irland de Bazoges (1750-1818), homme politique, député de la noblesse aux États généraux de 1789.
- Charles Esprit Marie de La Bourdonnaye (1753-1840), homme politique.
- Paul Esprit Marie de La Bourdonnaye, marquis de La Bourdonnay et comte de Blossac (1716-1800), haut fonctionnaire.
- Louis-Jean-Joseph Laurence (1745-1803), homme politique, député du tiers-état aux États généraux de 1789.
- Eugène Lecointre, né à Potiers en 1826, homme politique et historien.
- François Lecointre, né à Poitiers en 1840, homme politique et député.
- Gabriel Massé, né à Poitiers en 1807, jurisconsulte, avocat, magistrat.
- Jacques Masteau, né à Poitiers en 1903, homme politique.
- Jean Nocher, né à Poitiers en 1908, journaliste, producteur d'émissions de radio et de télévision, fondateur des groupes francs de la Loire et dirigeant du mouvement Franc-Tireur durant l'Occupation, député de la Loire.
- Jean-Pierre Raffarin, né en 1948 à Poitiers, président de la région Poitou-Charentes, premier ministre et ministre.
- Arthur Ranc, né à Poitiers en 1831, mort en 1908, homme politique et écrivain. Une rue du centre-ville porte son nom.
- Jacques Santrot, maire de Poitiers de (1977-2008), député, conseiller général et régional.
- Antoine Claire Thibaudeau, né à Poitiers en 1765, mort en 1854, membre de la Convention, du Conseil des Cinq-Cents, conseiller d'État et préfet de l'Empire.
- Pierre-François Piorry, né à Poitiers en 1758, mort en 1847, révolutionnaire et membre de la Convention.
- Michel Roger, né le 9 mars 1949 à Poitiers, homme politique, ministre d'État de Monaco.
- Pierre Vertadier, né à Poitiers le 29 mai 1912 et décédé le 30 avril 1995 à Poitiers, maire de Poitiers (1965-1977), député (gaulliste) et ancien secrétaire d’État (1973-74).
- Marie de Roux, (1878-1943) juriste de l'Action française.
- Georges Vacher de Lapouge, né à Neuville-de-Poitou le 12 décembre 1854 et mort le 20 février 1936 à Poitiers, anthropologue français memnbre du SFIO, bibliothécaire à Poitiers.

## Fonctionnaires, militaires
- Pierre Joseph Légier (1730-1796), maréchal de camp du génie, est né dans la commune.
- Charles Cochon de Lapparent, (1750-1825), mort à Poitiers, ministre.
- Hugues Alexandre Joseph Meunier (1751-1831), général des armées de la République et de l'Empire, mort à Poitiers.
- Charles Barthélemy de Saint-Fief (1752-1841), général des armées de la République et de l'Empire, mort à Poitiers.
- Pierre Charles Pouzet (1766-1809), général des armées de la République et de l'Empire, né à Poitiers, tombé au champ d'honneur lors de la bataille d'Essling.
- Jean Chemineau (1771-1852), décédé à Poitiers, général des armées de la République et de l’Empire (nom gravé sous l’Arc de Triomphe de l’Étoile).
- Jean Vilain, né à Poitiers en 1836, sous-lieutenant de la Légion étrangère lors de la bataille de Camerone.
- Gérard Lecointe (1912-2009), né à Poitiers, Général de corps d'armée, Commandant en chef des Forces françaises en Allemagne.
- Charles Bichat (1901-1964), policier et résistant, Secrétaire de police au commissariat central de Poitiers de 1935 à 1943, puis Commissaire à Châtellerault de 1944 à 1947, mort à Poitiers.
- Gaston Duché de Bricourt (1914-1942), né à Poitiers, capitaine du Bataillon du Pacifique, compagnon de la Libération[1], mort pour la France le 9 juin 1942 à Bir Hakeim.

## Scientifiques et universitaires
- René Aigrain (1886-1957), chanoine et historien médiéviste français, professeur à l'Université Catholique d'Angers
- Marc Augé, anthropologue, né à Poitiers en 1935.
- Philippe Autexier, historien de la musique spécialiste de Mozart, né à Châtellerault en 1954 et mort à Poitiers en 1998.
- Prosper Boissonnade (1862-1935), historien français, professeur à l'Université de Poitiers, mort à Poitiers.
- Michel Brunet, professeur à l'Université de Poitiers. Il découvrit en 2002 Toumaï, le premier représentant de l'espèce Sahelanthropus tchadensis, âgée de sept millions d'années, l'un des plus anciens ancêtres de l'Homme, peut-être bipède comme lui.
- Abderrazak El Albani, géologue sédimentologue et enseignant chercheur à l'université de Poitiers et au CNRS. En 2008, il a découvert au Gabon des fossiles de formes de vie multicellulaires les plus anciennes au monde, datées à 2,1 milliards d'années.
- René-Antoine Ferchault de Réaumur (1688-1757), illustre savant, a fréquenté le collège jésuite de Poitiers.
- Camille Guérin, vétérinaire et pastorien, né à Poitiers en 1872. Il découvrit en 1924 le vaccin contre la tuberculose avec Albert Calmette.
- François de Labriolle (1926-2019), slaviste, y est né.
- Jacques Mercier (1888-1915), né à Poitiers. Son nom est inscrit au Panthéon parmi les 560 écrivains morts au combat pendant la Première Guerre mondiale.
- Luc Montagnier, professeur, co-découvreur du virus du sida en 1983, prix Nobel de médecine en 2008, a étudié à la faculté de Médecine et des sciences de Poitiers.
- René Savatier, professeur à l'université de Poitiers, juriste réputé, résistant, né à Poitiers en 1892, mort à Poitiers en 1984.
- Aimé Thomé de Gamond (1807-1876), père du Tunnel sous la Manche.
- Albert Turpain (1867-1952), physicien, professeur à l'université de Poitiers en 1907. Il y réalisera la première émission d'images télévisuelles, le 16 janvier 1935.
- François Viète, mathématicien, étudia le droit à l'université de Poitiers
- Francine Poitevin, morte le 17 août 1946 à Poitiers, ethnologue de la ruralité poitevine.

## Artistes
- Anémone (1950-2019), actrice, y est morte[2].
- Bernard Baudriller, né en 1948, un des membres fondateurs du groupe Tri Yann, il a résidé dans l'agglomération poitevine depuis 1985 et dirigé l'école de musique de Migné-Auxances jusqu'en 2008. Il réside actuellement en Bretagne.
- Paul Bernard (1825-1879), né à Poitiers, pianiste et compositeur.
- Jules Berry, né à Poitiers en 1883, acteur.
- Alexandre Brunet, né en 1863 à Poitiers, mort après 1906, artiste peintre. Auteur de Nature morte exposé au musée des beaux-arts de Bordeaux[3].
- Jean Brunet (1849-1917), artiste peintre, y est mort.
- Carpenter Brut, né à Poitiers, artiste de musique électronique et figure majeure du synthwave.
- Deathspell Omega, groupe de musique metal.
- Fernand Fau, né en 1858 à Poitiers, illustrateur et caricaturiste.
- Louis Gauffier (1762-1801), peintre.
- Hacride, groupe de musique metal.
- Jabberwocky, groupe musical formé par trois artistes poitevins.
- Grégory Jarry, né en 1973, scénariste et éditeur de bande dessinée.
- Klone, groupe de musique metal.
- Guilhem Lavignotte, né à Poitiers en 1975, organiste, pédagogue et théologien franco-suisse.
- Eddy Louiss, mort à Poitiers en 2015, organiste, chanteur et pianiste de jazz français.
- Laurent-Jules Marlet (1815-1881), artiste peintre, y a vécu et y est mort.
- Joseph Martin (1883 -1952) est un musicien, archéologue, naturaliste et spéléologue français. Il fut le propriétaire et directeur des grottes de la Norée près de Poitiers.
- Numa Marzocchi de Bellucci (1846-1930), artiste peintre orientaliste.
- Lucien Nonguet (1869-1955), né à Poitiers, cinéaste.
- Jean-Philippe Peyraud, né en 1969 à Poitiers, scénariste et illustrateur de bandes dessinées.
- Léon Perrault (1832-1908), peintre.
- Pierre Petit (1922-2000), né à Poitiers, compositeur de musique.
- Joël Robuchon (1945-2018), né à Poitiers, cuisinier.
- Paul Rougnon (1846-1934), né à Poitiers, professeur et compositeur de musique.
- Seven Hate, groupe de musique rock.
- Jean-Pierre Thiollet, né en 1956 à Poitiers, critique d'art et essayiste, auteur de Carré d'Art[4].
- Donatien Urbin (1809-1857), né à Poitiers, corniste et professeur de musique.
- Jean Valade (1710-1787), né à Poitiers, artiste peintre, peintre ordinaire du roi.
- Théodore Véron (1820-1898), peintre et poète français.
- Louis Vierne (1870-1937), né à Poitiers, organiste et compositeur.
- Yvan Gallé, (1907-1975), mort à Poitiers, artiste peintre.
- Gringe, né en 1980 à Poitiers, rappeur, acteur et écrivain.
- Benjamin Lavernhe, né en 1984 à Poitiers, acteur
- Oklou, née à Poitiers en 1993, musicienne, chanteuse et autrice-compositrice.

## Sportifs
- Laurent Rodriguez, né à Poitiers en 1960, joueur de rugby à XV international.
- Maryse Éwanjé-Épée, née à Poitiers en 1964, athlète de saut en hauteur.
- Lionel Charbonnier, né à Poitiers en 1966, footballeur, champion du monde en 1998.
- Mahyar Monshipour, boxeur, champion du monde.
- Emmanuelle Hermouet, née à Poitiers en 1979, joueuse de basket-ball internationale française.
- Elsa N'Guessan, née à Poitiers en 1984, nageuse qui a participé aux Jeux olympiques d'Athènes en 2004.
- Brian Joubert, né à Poitiers en 1984, patineur, champion du monde.
- Francis N'Ganga, né à Poitiers en 1985, footballeur international congolais.
- Quentin Bernard, né à Poitiers en 1989, footballeur.
- Romain Édouard, né à Poitiers en 1990, grand maître international d'échecs.
- Yassine Jebbour, né à Poitiers en 1991, footballeur international marocain
- Antoine Brizard, né à Poitiers en 1994, joueur international de volley-ball, double champion olympique.
- Simon Augry, né à Poitiers en 1997, joueur de rugby à XV.
- François Vergnaud, né à Poitiers en 1997, joueur de rugby à XV.
- Valentin Ferron, né à Poitiers en 1998, coureur cycliste.
- Kévin Boma, né à Poitiers en 2002, footballeur international togolais.

## Journalistes, écrivains
- Louis Bellin de La Liborlière (1774-1847), recteur de l’académie de Poitiers de 1815 à 1830, mort à Poitiers, auteur notamment de La Nuit anglaise, célèbre parodie du roman noir ou gothique.
- Abel Bonnard, né à Poitiers en 1883, poète, romancier, essayiste et homme politique. Maurrassien, il évolua vers le fascisme dans les années 1930.
- Georges Bonnet (poète), a vécu à Poitiers.
- Comtesse Dash (1804-1872), née à Poitiers, romancière
- Jean-François Dreux du Radier, écrivain exilé à Poitiers par lettre de cachet en 1749, publia ensuite la Bibliothèque historique et critique du Poitou, Paris, 1754.
- Maurice Fombeure, (1906-1981) Poète et écrivain, Né le 23 septembre 1906 à Jardres (Vienne). Il a fait ses études à l'école normale d'instituteurs de Poitiers de 1922 à 1926 est enterré à Bonneuil-Matours.
- Jean Demélier, né à Poitiers en 1940, écrivain, poète, dessinateur et peintre, auteur de nombreux livres sur sa ville natale.
- Franck Ferrand, né à Poitiers en 1967, écrivain et animateur de radio.
- François Garasse (1585-1631), mort à Poitiers, auteur de La Doctrice curieuse des beaux esprits de ce temps — ou prétendus tels.
- Frédérick Gersal, historien, homme de télévision et de radio, réside à Iteuil, cité périphérique au sud de Poitiers.
- Dominique Jamet, né en 1936 à Poitiers, journaliste et écrivain, ancien président de l'EPBF, établissement public chargé de la construction de la Bibliothèque nationale de France.
- Angèle Koster (1946), écrivain, auteur de romans et d'ouvrages régionalistes.
- Augustin Nadal (1659-1741), né et mort à Poitiers, auteur dramatique.
- Michel Carrouges (1910-1988), né à Poitiers, écrivain.
- Jean Rousselot (1913-2004), né à Poitiers, poète.
- Jean-Michel Royer (1933-2009), journaliste et écrivain, né à Poitiers.
- Robert Sexé (1890-1986), mort à Poitiers, reporter, motocycliste, photographe, il réalisa, entre autres, le 1er tour du monde à moto en 1926.
- Virginie Lou, née à Poitiers en 1954, écrivaine, auteure de sept romans et de nombreux livres pour enfants.
- Laurent Baheux (1970), photographe animalier français, né à Poitiers.